# 信义兄弟
“信义兄弟”指湖北省武汉市黄陂区李集街泡桐社区的工程承包商兄弟：孙水林、孙东林兄弟。
2010年2月9日，农历十二月廿六。哥哥孙水林为抢在大雪封路前给回武汉的民工发工钱，驾车从天津回到武汉，在南兰高速开封县陇海铁路桥段时，由于路面结冰，发生重大车祸，20多辆车连环追尾，孙水林一家五口（妻子、三个儿女）在车祸中遇难。弟弟孙东林替哥哥完成遗愿，大年三十前一天，将33.6万工钱发到工人手上。
“信义兄弟”的事迹报道后，在全国引起巨大反响，相继获得全国五一劳动奖章、中国十大责任公民、2010年度感动中国人物。